# Torsten Ax:son Johnson
Torsten Ax:son Johnson (ibland även stavat Thorsten), född 1883, död 1959, var kapten vid svenska flottan och affärsman.

## Biografi
Torsten Ax:son Johnsons föräldrar var skeppsredaren Axel Johnson och den från Tyskland härstammande Annie Wietling (1855–1923). Hans bröder var skeppsredaren och industrimannen Axel Ax:son Johnson, industrimannen Helge Ax:son Johnson och diplomaten Harry Ax:son Johnson (1882–1939).
Efter tjänstgöring som svensk marinattaché i Rom övertog han 1910 Invernessegendomen med tillhörande ägor efter sin far och styckade 1926 marken för villabebyggelse. Ax:son Johnsons var initiativtagare till bryggeriet Inverness brunn som han startade 1929 tillsammans med sin bror Harry Ax:son Johnson i ett numera rivet stall i nuvarande bostadsområdet Inverness i Danderyds kommun. Bryggeriet lanserade bland annat Club soda, vars recept Ax:son Johnsson troligen hämtat från Irland på en av sina många resor. Fabriken lades ner 1945 men varumärket Club soda levde vidare hos exempelvis Apotekarnes och Pripps.
År 1918 förvärvade Ax:son Johnsson den närbelägna egendomen Kevinge från modeskaparen Otto Gustaf Boberghs änka skådespelaren Therése Björklund. 1931 sålde han 120 tunnland av Kevinges marker till Stockholms GK som anlade här en 18 håls golfbana vilken invigdes 1932. År 1957 inköptes Kevinge gårds huvudbyggnad av Stockholms läns landsting som där drev en sjuksköterskeskola under några år. 
Torsten Ax:son Johnson var begeistrad seglare och KSSS-medlem från 1910. Han var gift med Ebba Wrangel af Sauss (född 1892) paret hade två barn.